# Die Ratten
Die Ratten is een West-Duitse dramafilm uit 1955 onder regie van Robert Siodmak. Het scenario is gebaseerd op het gelijknamige toneelstuk uit 1911 van de Duitse auteur Gerhart Hauptmann.

## Verhaal
De jonge Poolse Pauline Karka komt in de jaren 50 aan in Berlijn om zo naar West-Duitsland te vluchten. Ze is zwanger en heeft geen vaste verblijfplaats. Als Pauline de kinderloze wasserijeigenares Anna John leert kennen, sluiten ze een overeenkomst. Tot de geboorte van het kind zal Anna voor Pauline zorgen. Vervolgens zal ze Paulines kind adopteren.

## Rolverdeling
| Acteur              | Personage          |
| ------------------- | ------------------ |
| Maria Schell        | Pauline Karka      |
| Curd Jürgens        | Bruno Mechelke     |
| Heidemarie Hatheyer | Anna John          |
| Gustav Knuth        | Karl John          |
| Ilse Steppat        | Mevrouw Knobbe     |
| Fritz Rémond jr.    | Harro Hassenreuter |
| Lou Seitz           | Mevrouw Kielbacke  |
| Barbara Rost        | Selma Knobbe       |
| Hans Stiebner       | Verkoper           |

## Prijzen en nominaties
| Jaar | Prijs                    | Categorie   | Genomineerde(n) | Uitslag  |
| ---- | ------------------------ | ----------- | --------------- | -------- |
| 1955 | Filmfestival van Berlijn | Gouden Beer | Robert Siodmak  | Gewonnen |